# Bimbós pöfeteg
A bimbós pöfeteg (Lycoperdon perlatum) a gombákhoz (Fungi), ezen belül az osztatlan bazídiumú gombák (Homobasidiomycetes) a kalaposgombák (Agaricales) rendjébe és a csiperkefélék (Agaricaceae) családjába tartozó közepes méretű gombafaj. A sarkvidékeket kivéve szinte minden kontinensen elterjedt közepes méretű, gömbölyded formájú, ehető gombafaj, melynek széles törzse van. Szélessége 1,5 és 6 cm közt változik, míg magassága 3 és 10 cm közt alakul. Kalapját apró bibircsókok, bimbók díszítik, innen kapta magyar elnevezését is. A kivénhedt példányok barnás színezetűvé válnak és tetejükön lyuk keletkezik, melyen keresztül szélnek eresztik spóráikat. A lyukat akár érintés, akár nagyobb esőcseppek is kialakíthatják.
Kertekben, mezőkön, utak mentén, valamint erdők fűvel benőtt irtásain, tisztásain is megél. A fiatal gombák ehetőek, akkor, amikor húsuk még fehér, ugyanakkor gondosan kell kiválogatni ezen gombákat, mert könnyedén össze lehet őket téveszteni a fejletlen galócákkal, melyek halálos mérgezést is okozhatnak. Elsődleges megkülönböztető jegyük a bimbós pöffeteg gombák felszínén kifejlődő bimbók. A pöffetegből készült kivonatok gombaölő és antimikrobális hatással bírnak.

## Élőhely
Lombos-, és fenyőerdőkben, helyenként tömeges megjelenésű, elsősorban a talajon nő.

## Megjelenése
3–8 cm magas és 2–6 cm széles. Soha nem nő nagyra. Teteje kissé púpos, felszínét szemcsék borítják, melyeket letörölve hálózatos minta válik láthatóvá. Fiatalon fehér színű, kemény húsú, ekkor ehető, később krémszínű, nyúlós belsejű, végül barna színű lesz, por alakú spóra résszel, mely a gomba tetején át távozik. Szaga fiatalon aromás, íze nem jellegzetes, idősebb korában szaga és íze is kellemetlen lesz.

## Képgaléria
|  |  |  |